# Chiyoda (Tokyo)
Chiyoda (千代田区?, Chiyoda-ku) è uno dei 23 quartieri speciali di Tokyo, in Giappone. Ospita un gran numero di uffici commerciali e diplomatici, e la popolazione diurna è pari a circa 1 000 000 di persone. L'area totale è di 11,64 km², della quale il 12% è occupato dal complesso del palazzo imperiale di Tokyo (chiamato Kōkyo in giapponese).
Il quartiere consiste nel terreno annesso al Palazzo e in un'area circostante larga circa 1 km. Il quartiere ha preso uno dei nomi del vecchio castello di Edo, che significa "campo di mille generazioni". Qui si trovano molte istituzioni governative, come il Palazzo della Dieta Nazionale, la residenza del Primo Ministro, la Corte Suprema, nonché alcuni importanti monumenti o edifici, come il Tempio di Yasukuni, il Santuario Kanda, la Stazione di Tokyo e il Budokan.

## Panoramica
Insieme ai quartieri di Chuo e Minato, è considerato il "cuore di Tokyo". Varie funzioni della capitale sono concentrate intorno a Nagatacho e Kasumigaseki, che sono i centri politici, amministrativi e giudiziari del Giappone. Marunouchi e Otemachi, due dei più importanti quartieri di uffici del Giappone, fungono da uno dei quartieri degli affari di Tokyo e sono i centri finanziari ed economici del Giappone, con le sedi delle tre principali megabanche (banche cittadine) e di molte delle più importanti società giapponesi. La stazione di Tokyo, situata a Marunouchi, è la stazione ferroviaria centrale del Giappone e il punto di partenza di molte linee Shinkansen e convenzionali. Il Palazzo Imperiale (ex Castello di Edo) si trova nella parte meridionale del quartiere e le aree verdi del Palazzo Imperiale occupano circa il 15% del distretto. L'area corrisponde all'incirca alla parte interna del fossato esterno del Castello di Edo ed è il sito del castello, compreso il fossato esterno. I quartieri di Kojimachi e Banchō, incentrati sul lato occidentale del Palazzo Imperiale, sono noti come una delle zone residenziali più esclusive del centro di Tokyo.

## Storia
Il nome del quartiere deriva dal Castello di Chiyoda, un altro nome del Castello di Edo. Il castello di Edo si trovava dove oggi sorge il Palazzo Imperiale (1-1 Chiyoda, Chiyoda-ku) e divenne il centro politico dello shogunato Tokugawa, attorno al castello di Edo si sviluppò la città di Edo, che comprendeva le residenze dei samurai (residenze dei daimyō). Dopo la Restaurazione Meiji, il nuovo governo continuò a fare dell'area il centro di "Tokyo", stabilendo un quartiere di uffici governativi sul sito delle residenze dei daimyō, dove si trovavano le funzioni della capitale e il centro politico del Giappone. Fin dall'antichità, l'area era vicina alle foci del fiume Arakawa, del fiume Tone e del fiume Tama. Inoltre, nella zona si trovava l'insenatura di Hibiya, che la rendeva una base per il trasporto fluviale e marittimo.
Fin dal periodo Edo, l'area di Kanda è stata un fiorente centro accademico, con la Shohei-gakko (scuola confuciana), dove si riunivano gli studiosi confuciani che lavoravano per lo shogunato, molti studiosi privati che vivevano nell'area e molte scuole private. Questa tradizione ha influenzato anche la formazione di Kanda Kosho-tengai, una delle più grandi librerie antiquarie del mondo, a Jinbōchō, una zona di Kanda, e molte case editrici come Shōgakukan e Shūeisha si trovano a Kanda-Jinbōchō e nella vicina area di Hitotsubashi.
Nel periodo Edo (1603-1867), per prevenire la diffusione degli incendi, fu costruita una piazza di circa 9.000 tsubo (circa 30.000 metri quadrati) e fu commissionato il Santuario Akiba, quest'area divenne nota come Akihabara, da cui si sviluppò la "Akihabara Electric Town" come concentrazione di venditori ambulanti durante la Seconda guerra mondiale e di negozi di componenti elettrici. Oggi Akihabara si è trasformata in una "città otaku" e "città delle sottoculture" famosa in tutto il mondo, che attira molti turisti da tutto il mondo, pur mantenendo il suo aspetto di centro dell'elettronica.
Dall'epoca Meiji (1868-1912), il centro del potere nazionale, tra cui la Dieta, la residenza del Primo Ministro, i ministeri centrali, la Corte Suprema e gli altri tre rami del governo, nonché le sedi dei principali partiti politici, si sono concentrati nel rione di Chiyoda, che è il centro legislativo, amministrativo e giudiziario del Giappone. Il palazzo del governo metropolitano di Tokyo si trovava a Marunouchi fino al 1991, quando è stato trasferito a Nishi-Shinjuku nel quartiere di Shinjuku.
Nel 1932 qui ebbe luogo l'attentato al primo ministro Inukai Tsuyoshi. Anche il tentativo di colpo di Stato del 26 febbraio 1936 ebbe il suo centro a Chiyoda.
Chiyoda è diventato un quartiere speciale il 15 marzo 1947, quando le ex circoscrizioni di Kanda, l'area nord-orientale intorno alla stazione di Akihabara, e Kōjimachi, il Palazzo Imperiale e l'ex quartiere dei samurai della Città di Tokyo, sono state fuse.

## Missioni diplomatiche
- Bangladesh
- Belgio
- Timor Est
- Città del Vaticano
- India
- Irlanda
- Israele
- Lussemburgo
- Messico
- Corea del Nord (Chongryon)
- Palestina
- Paraguay
- Portogallo
- Sudafrica
- Tunisia
- Regno Unito

## Distretti di Chiyoda
- L'omonimo distretto di Chiyoda si trova al centro del quartiere ed è costituito solo dal Palazzo Imperiale con gli uffici della corte imperiale e dal “giardino orientale” (Kōkyo Higashi-gyoen) che è aperto al pubblico.
  - Immediatamente a nord si trova il Kitanomaru Park, che secondo l'indirizzo forma un proprio quartiere, e il Nippon Budokan, una palazzetto di arti marziali che viene utilizzata anche per grandi concerti.
  - Anche il Kōkyo-gaien, i “giardini del palazzo esterno”, forma nominalmente un proprio distretto ma di fatto non è altro che l’ampio piazzale orientale dei terreni del palazzo. Dopo la guerra, fu separato dal palazzo e, insieme al Kitanomaru Park, è un "parco popolare" (国民公園, kokumin kōen). Nell'immediato dopoguerra fu sede di raduni e manifestazioni politiche, tra cui il "Primo Maggio di Sangue" (血のメーデー事件?, Chi no mēdē jiken) del 1952.
- Ad ovest e sud-ovest del palazzo si trovano tre quartieri che sono le sedi dei più importanti organi costituzionali:
  - Nagatachō, dove si trovano il Palazzo della Dieta Nazionale e la residenza del Primo Ministro, ospita anche il Santuario di Hie.
  - Kasumigaseki, dove hanno sede la maggior parte dei ministeri e delle agenzie del governo centrale.
  - Hayabusachō, sede della Corte Suprema e anche del Teatro Nazionale.
- A sud del palazzo si trova Hibiya, l'area intorno al Hibiya Park, un grande parco.
- Ad est del palazzo si trovano diversi quartieri in cui si trovano prevalentemente edifici adibiti ad uffici per grandi aziende:
  - Marunouchi: Situato nel sud-est tra la stazione di Tokyo e il Palazzo Imperiale. È stato un quartiere finanziario e bancario sin dal periodo Meiji e ospita le più grandi banche e compagnie assicurative del Giappone. Qui si trova anche il Tokyo International Forum, un moderno centro congressi sul sito dell'ex amministrazione prefettizia e del municipio dell'ex città di Tokyo.
  - Ōtemachi : situato a nord di Marunouchi e parte del quartiere degli affari intorno alla stazione di Tokyo.
  - Yūrakuchō si trova a sud di Marunouchi e fa anche parte del quartiere degli affari intorno alla stazione di Tokyo. Il generale Douglas MacArthur risiedeva qui durante l'occupazione.
- A nord e nord-ovest del Palazzo Imperiale si trova Kudan. Qui si trovano il Santuario Yasukuni e la stazione di Kudanshita. Qui si trova anche il municipio di Chiyoda.
- Nel nord-est del distretto si trova Kanda, che ai tempi della città di Tokyo era un comune separato. Qui si trova il noto quartiere dell'elettronica di Akihabara, il Santuario di Kanda e la Cattedrale della Santa Resurrezione di Tokyo (Nikolai-dō), la chiesa principale della Chiesa ortodossa in Giappone.
  - Jinbōchō è noto per il suo gran numero di librerie e negozi di libri usati e ci sono diversi campus universitari nelle vicinanze.
- A nord-ovest del distretto governativo ci sono:
  - Kioichō, sede dei vasti complessi New Otani e Akasaka Prince Hotel e della Sophia University.
  - Kojimachi: ex quartiere mercantile lungo la Koshu-Kaido, ha dato il nome all'ex distretto di Kōjimachi (Kōjimachi-ku) che insieme a Kanda ha dato vita al quartiere di Chiyoda. Qui si trova, tra le altre cose, la sede dell'ambasciata d'Irlanda.
  - Banchō, suddiviso in sei distretti (da Ichibanchō a Rokubanchō), ex quartieri di residenza delle guardie hatamoto del castello dello shogun, ora residenziali. Oggi qui si trovano le ambasciate di Belgio, Paraguay, Lussemburgo, Regno Unito, Israele e la Nunziatura Apostolica, nonché il cimitero nazionale di Chidorigafuchi.

## Trasporti

### Stazioni ferroviarie
- JR East
  - Tōhoku Shinkansen, Jōetsu Shinkansen, Yamagata Shinkansen, Akita Shinkansen, Hokuriku Shinkansen
    - Stazione di Tokyo (la stazione di Tokyo è la stazione di destinazione di tutti gli shinkansen per Tokyo)

  - Linea Tōkaidō / Linea Yokosuka
    - Stazione di Tokyo

  - Linea Yamanote / Linea Keihin-Tōhoku
    - Stazione Yurakucho - Stazione Tokyo - Stazione Kanda - Stazione Akihabara

  - Linea rapida Chūō
    - Stazione di Tokyo - Stazione di Kanda - Stazione di Ochanomizu
    - La Stazione di Yotsuya si trova nel quartiere di Shinjuku.
    - La stazione Manseibashi esisteva tra la stazione Kanda e la stazione Ochanomizu, ma fu abolita nel 1943. I resti della piattaforma rimangono ancora oggi e l'area sotto il viadotto è stata utilizzata come museo dei trasporti fino a maggio 2006.

  - Linea locale Chūō (ferma ad ogni stazione) (opera direttamente con la linea locale Sobu)
    - Stazione di Ochanomizu - Stazione di Suidōbashi - Stazione di Iidabashi - Stazione di Ichigaya

  - Linea rapida Sobu
    - Stazione di Tokyo

  - Linea locale Sobu (ferma ad ogni stazione) (opera direttamente con la linea locale Chuo)
    - Stazione di Ochanomizu - Stazione di Akihabara

  - Linea Keiyō
    - Stazione di Tokyo

  - Linea Ueno-Tokyo (linea Utsunomiya, linea Takasaki, linea Joban)
    - Stazione di Tokyo
- Central Japan Railway Company (JR Tokai)
  - Tōkaidō Shinkansen
    - Stazione di Tokyo
- Metropolitana di Tokyo
  - Linea Ginza
    - Stazione Kanda - Stazione Suehirochō
    - Stazione Tameike-Sannō

  - Linea Marunouchi
    - Stazione Kokkai-gijidōmae - Stazione Kasumigaseki - Stazione di Tokyo - Stazione Otemachi - Stazione Awajichō.
    - Stazione Ginza - Stazione di Ochanomizu (la stazione di Ginza si trova nel quartiere di Chūō, mentre la stazione di Ochanomizu sulla linea Marunouchi si trova nel quartiere di Bunkyō.

  - Linea Hibiya
    - Stazione di Akihabara
    - Stazione Hibiya - Stazione Kasumigaseki

  - Linea Tozai
    - Stazione di Iidabashi - Stazione Kudanshita - Stazione di Takebashi - Stazione Ōtemachi

  - Linea Chiyoda
    - Stazione Kokkai-gijidōmae - Stazione Kasumigaseki - Stazione Hibiya - Stazione di Nijūbashimae - Stazione Otemachi - Stazione Shin-Ochanomizu

  - Linea Yūrakuchō
    - Stazione di Kōjimachi - Stazione Nagatachō - Stazione di Sakuradamon - Stazione di Yūrakuchō
    - Stazione Iidabashi - Stazione Ichigaya (la stazione Iidabashi e la stazione Ichigaya sulla linea Yurakucho si trovano nel quartiere di Shinjuku).

  - Linea Hanzōmon
    - Stazione Nagatachō - Stazione Hanzōmon - Stazione Kudanshita - Stazione di Jimbōchō - Stazione Ōtemachi

  - Linea Namboku
    - Stazione Tameike-sannō - Stazione Nagatachō.
    - Stazione di Yotsuya - Stazione di Ichigaya - Stazione di Iidabashi (le stazioni Yotsuya, Ichigaya e Iidabashi sulla linea Namboku si trovano nel quartiere di Shinjuku).

  - La linea Fukutoshin è l'unica delle nove linee della metropolitana di Tokyo che non passa per il quartiere Chiyoda. Prima dell'apertura della linea Fukutoshin, tutte le linee della metropolitana di Tokyo la attraversavano.
- Ufficio metropolitano del trasporto di Tokyo
  - Linea Mita
    - Stazione di Jimbōchō - Stazione Ōtemachi - Stazione Hibiya - Stazione Uchisaiwaichō
    - Stazione di Suidōbashi (la Stazione di Suidōbashi sulla linea Toei Mita si trova nel quartiere Bunkyō).

  - Linea Shinjuku
    - Stazione di Ichigaya - Stazione di Kudanshita - Stazione di Jimbōchō - Stazione di Ogawamachi - Stazione di Iwamotochō

  - Linea Ōedo
    - Stazione di Iidabashi (la stazione Iidabashi sulla linea Toei Oedo si trova nel quartiere Bunkyo)

  - La linea Toei Asakusa è l'unica delle quattro linee della metropolitana Toei che non passa per il quartiere Chiyoda.
- Ferrovia Shuto-ken Shin Toshi (Tsukuba Express)
  - Stazione di Akihabara

### Strade
- Autostrada Shuto: Anello interno C1, linea N.1 Ueno, linea N.3 Shibuya, linea N.4 Shinjuku, linea N.5 Ikebukuro, linea Y Yaesu.
- Autostrada Nazionale 1, verso Chūō o Osaka.
- Autostrada Nazionale 4, verso Chūō o Aomori.
- Autostrada nazionale 20 (Kōshū Kaidō), verso Chūō o Shiojiri.
- Strada statale 246, verso Numazu.